# 리 헤이니

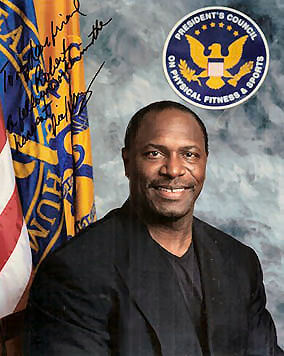
리 헤이니

리 헤이니(Lee Haney, 1959년 11월 11일 ~ )은 미국의 전직 보디빌더로, 1984년부터 1991년까지 8회 미스터 올림피아에서 우승을 하였다.